# Вильф, Фернандо Жозевич
Фернандо Жозевич Вильф (1937—2010) — доктор технических наук, профессор Московского института электроники и математики.

## Биография
Родился 30 мая 1937 году в семье Жозе Альбертовича Вильфа (Жозе де Магальяиш де Вильф, порт. José de Magalhães de Wilf), члена ЦК коммунистической партии Испании, и Хаси Израилевны Запрудской. Отец был арестован в том же году (освобождён в 1953 году, в ссылке до 1955 года); после возвращения из ссылки преподавал иностранные языки.
Окончил МЭИ по специальности «Полупроводники и диэлектрики». С 1972 года — профессор на кафедре «Электроника и электротехника» Московского института электроники и математики.
Область научных интересов — квантовая механика, теория относительности, сверхпроводимость, метрика электрофизических параметров полупроводниковых материалов.
Специалист в области физики полупроводников и полупроводниковых приборов. Читал курс по этим дисциплинам свыше 30 лет. Автор книг по различным разделам физики: «Логическая структура квантовой механики» (монография, 1996), «Преобразователь тепловой энергии в электрическую» (учебное пособие) и др.
Жена — Антонина Гаманкова, двое сыновей — Виктор (род. 1966) и Александр (род. 1961).

### Избранные труды
- Вильф Ф. Ж. Еще раз о спине точечной частицы, формуле Эйнштейна и релятивистском уравнении Дирака. — 2-е изд., перераб. — М.: УРСС : Едиториал УРСС, 2002. — 95 с. — ISBN 5-354-00037-8.
- Вильф Ф. Ж. Логическая структура квантовой механики. — М.: Моск. гос. ин-т электроники и математики, 1996. — 246 с. — 50 экз. — ISBN 5-230-22296-4.
  - . — М.: УРСС, 2003. — 256 с. — 600 экз. — ISBN 5-354-00361-X.
- Вильф Ф. Ж. Логическая структура частной теории относительности. — М.: УРСС : Едиториал УРСС, 2001. — 158 с. — ISBN 5-8360-0197-9.
- Вильф Ф. Ж. Методы измерения электрофизических параметров полупроводников : [Учеб. пособие]. — М.: МИЭМ, 1981. — 81 с. — 500 экз.
  - Методы измерения электрофизических параметров полупроводников : (Методы измерения рекомбинац. параметров) : [Учеб. пособие]. — М.: МИЭМ, 1986. — 106 с. — 600 экз.
  - Методы измерений электрофизических параметров полупроводников : Учеб. пособие [для студентов IV и V курсов спец. 0567 «Полупроводниковое и электровакуум. машиностроение» и 0629 — «Полупроводниковые и микроэлектрон. приборы»]. — М.: Моск. ин-т электроники и математики, 1990. — 144 с. — 150 экз.
- Вильф Ф. Ж. Опусы теоретической физики. — М.: Когито-Центр, 2004. — 221 с. — 500 экз. — ISBN 5-89353-056-X.
  - Опусы теоретической физики : (сверхпроводимость). — М.: Фаэтон, 2006. — 336 с. — 1000 экз. — ISBN 5-902937-03-5.
  - Опусы теоретической физики : opera postuma. — М.: Когито-Центр, 2010. — 683 с. — 400 экз. — ISBN 978-5-89353-301-9.
- Вильф Ф. Ж. Основы физики сверхпроводников : [В 2 ч.]. — М.: Моск. ин-т электроники и математики, 1991. — 285 с. — 100 экз.
  - Основы физики сверхпроводников. — М.: УРСС, 1998. — 366 с. — ISBN 5-88417-143-9.
- Вильф Ф. Ж. Особенности движения электронов сверхпроводящего металла : Учеб. пособие. — М.: Моск. гос. ин-т электроники и математики, 1993. — 73 с. — 75 экз.